# 韓牛
韓牛（ハヌ、ハンギュウ、韓: 한우、英: Hanwoo）は、韓国原産の牛の品種。
従来、欧州系（Bos primigenius）とインド系肩峰牛（Bos indicus）の混合種が朝鮮半島に定着、純血繁殖されたものと考えられてきたが、2005年に大韓民国農村振興庁が行った調査によって、欧州やインドの種から分かれたものではなく、モンゴル、中央アジアなどで家畜化されていた牛が源流との説が提起された。

## 種類
色によって次の三種類に分けることができる。
- 黄牛
- 褐牛 ― 褐色地色に黒い縞模様がある。童謡「染み子牛」の題材。黄牛や黒牛に比べて数が少ない。
- 黒牛

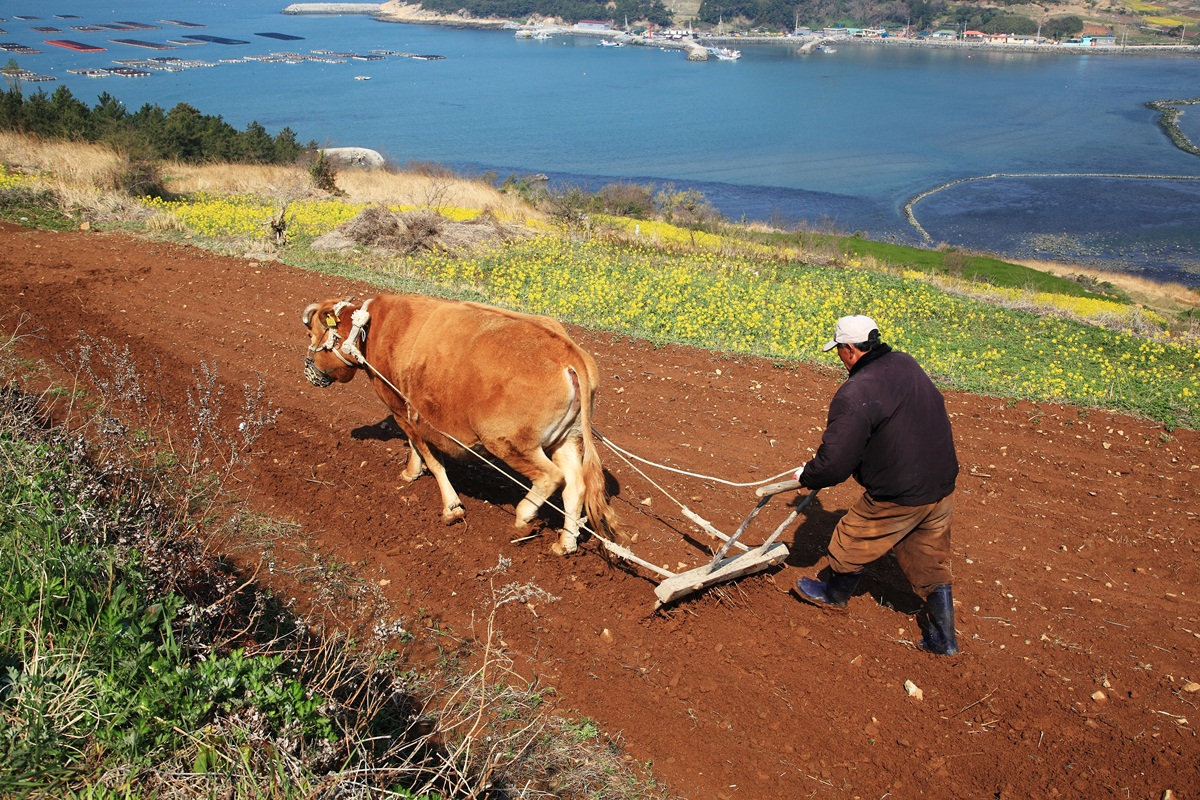
耕作している韓牛。韓牛は過去に農作業に利用された。

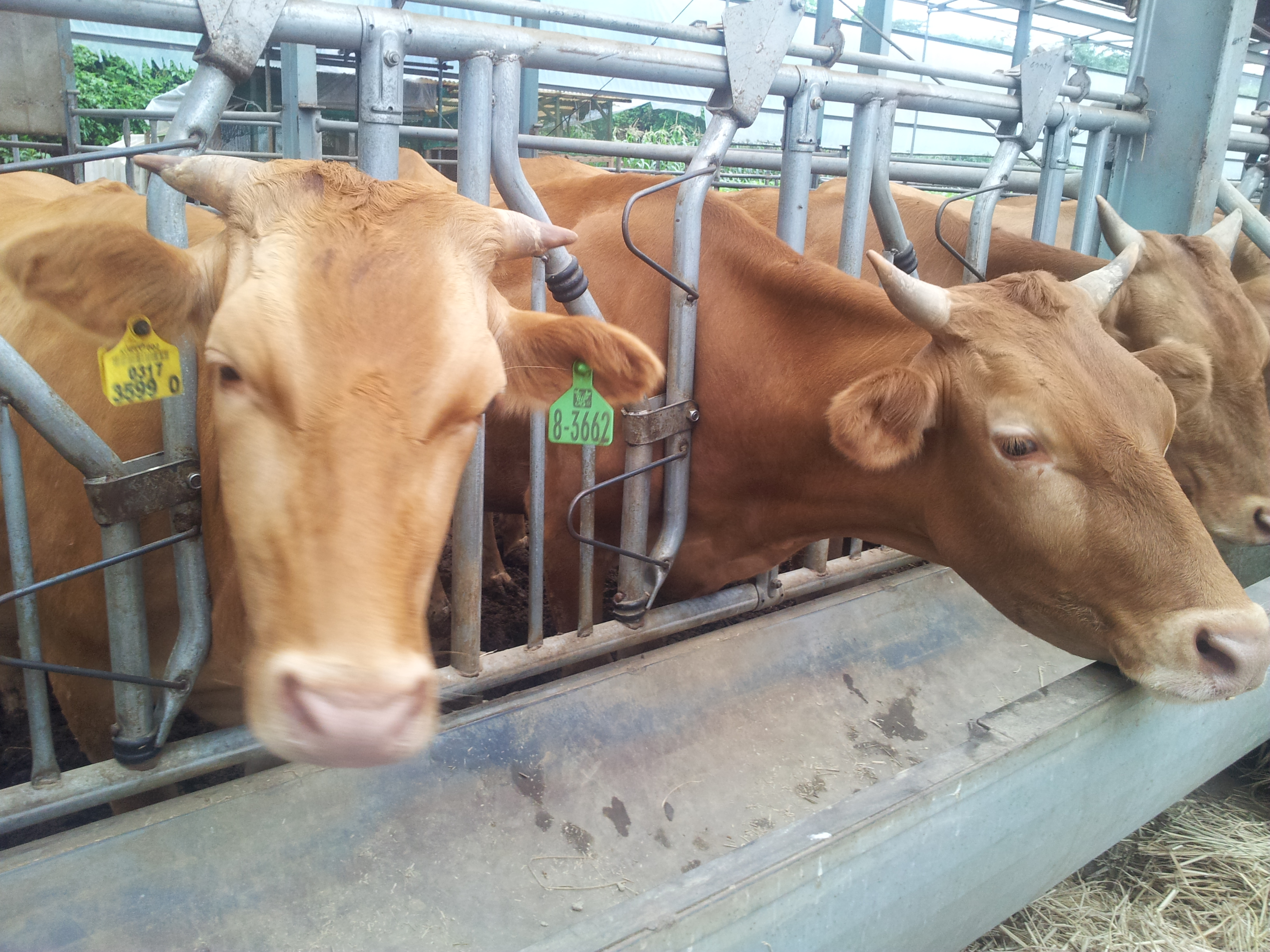
江原特別自治道横城郡の牧場で飼育されている韓牛。

日本統治時代の朝鮮では、赤毛の朝鮮牛が多く、黒毛および簾毛は比較的少なかったとされ、「赤褐土壌なるこの国に生息している為に、自然淘汰の理法上、保護色として地方土色になった」という説が存在した。
日本の会津地方では第二次世界大戦後の昭和期まで韓牛とみられる赤毛の牛を「朝鮮べこ」と呼び荷役に使っていたという。